# Anne-Marie Audouyn de Pompéry
Anne-Marie Audouyn de Pompéry (nombre de soltera Anne-Marie Audouyn du Cosquer, Quimper, 31 de enero de 1762-Soissons, 21 de abril de 1820) fue una escritora epistolar francesa apodada «Sévigné cornouaillaise».
Entre sus obras se encuentran el epistolario À mon cher cousin... une femme en Bretagne à la fin du xviiie siècle, una serie de cartas entre Pompery con su primo Kergus entre 1783 y 1805. En estas cartas ella comparte su pasión por la música y la literatura, observándose sus rasgos de erudita, músico y escritora epistolar, donde ofrece una mirada del nacimiento de los tiempos modernos y de la vida de Quimper y del Pont-l'Abbé de finales del siglo XVIII.
Otro de sus trabajos fue Un Coin de Bretagne pendant la Révolution, correspondencia que tuvo con su primo Bernardin de Saint-Pierre, epistolario que sería publicado por su primo Édouard de Pompéry en 1884.